# Nneka

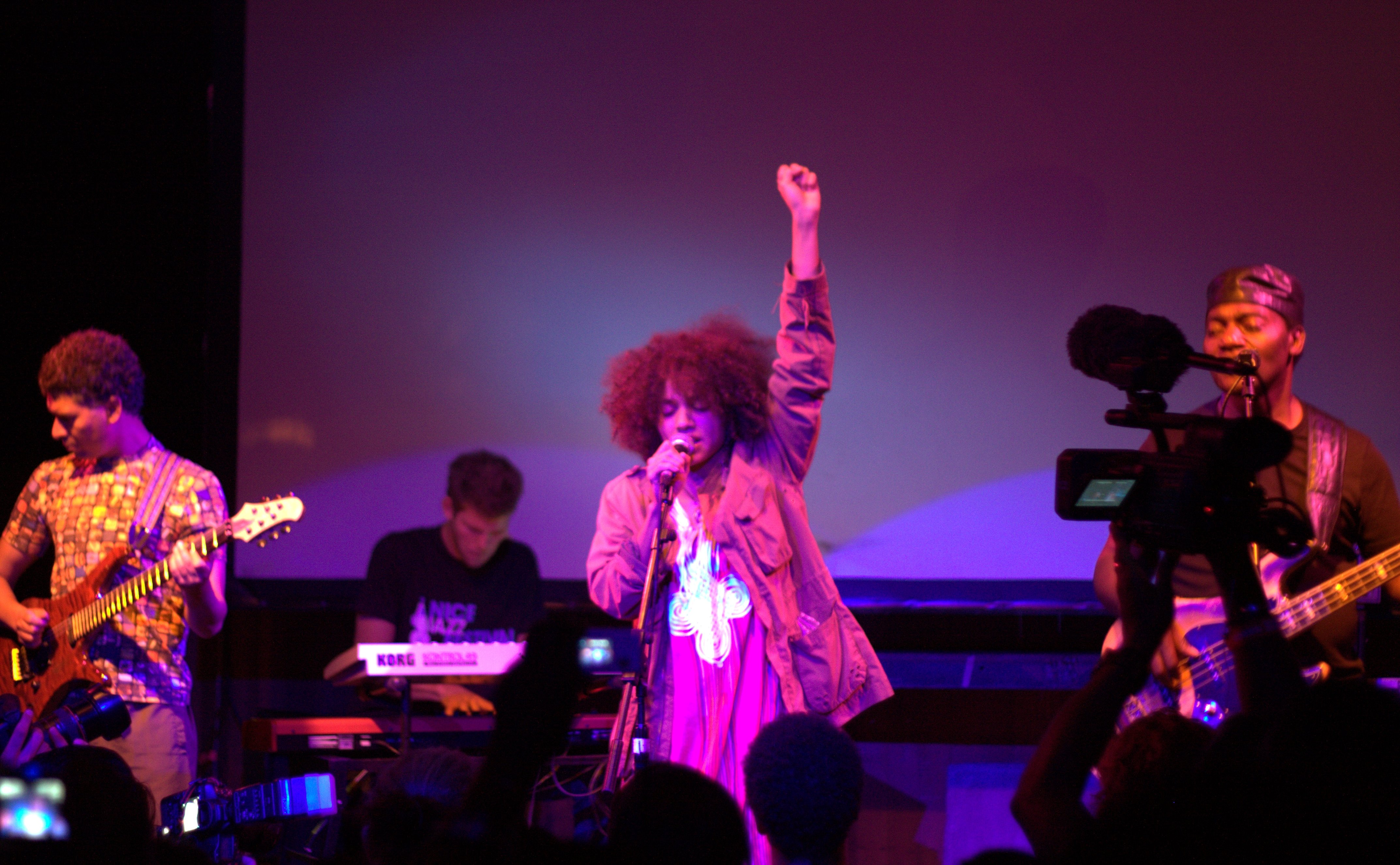
Nneka in London, 2009

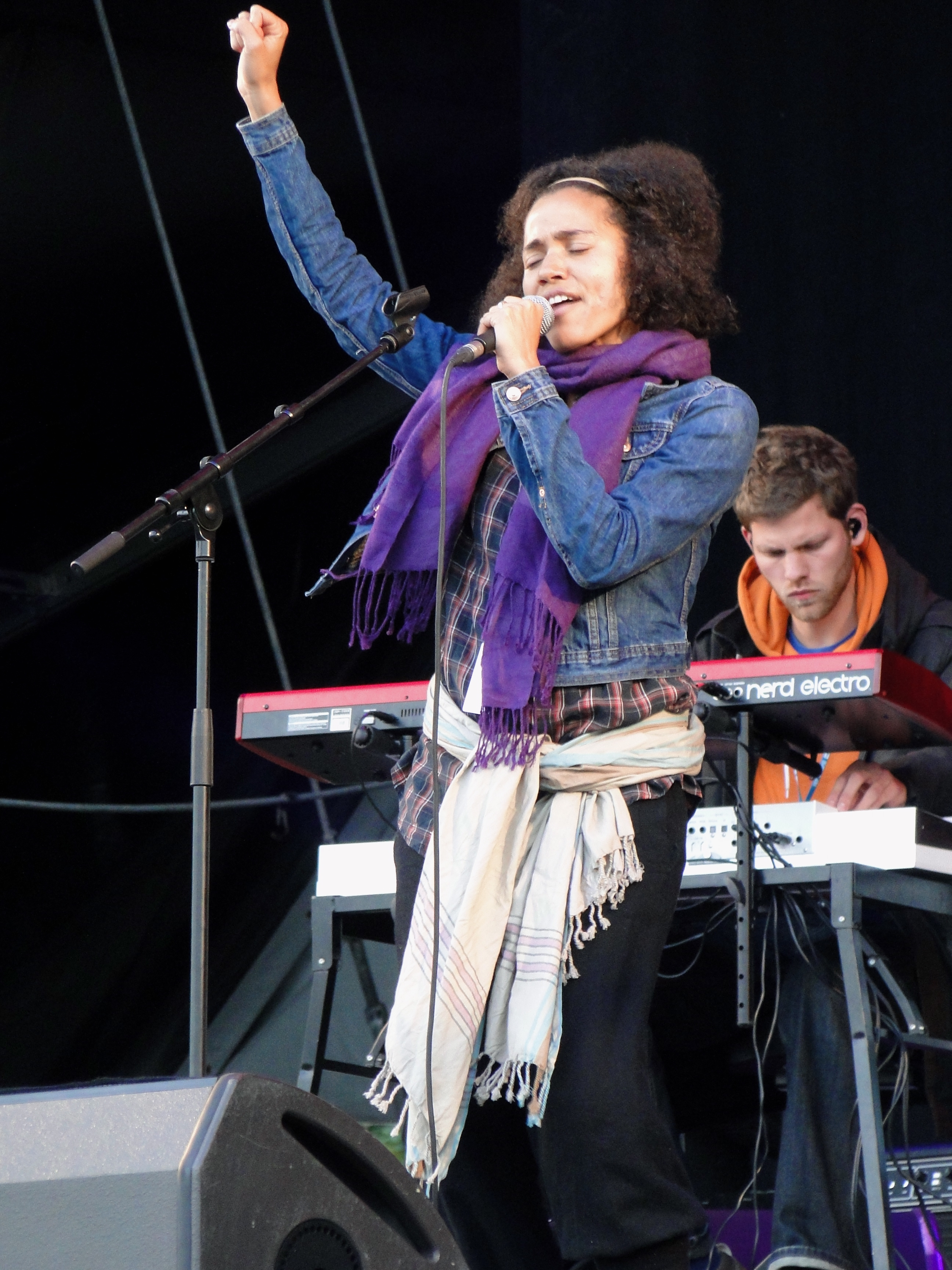
Nneka in Hamburg, 2011

Nneka (* 24. Dezember 1980 in Warri, Nigeria; vollständiger Name Nneka Lucia Egbuna) ist eine in Hamburg lebende nigerianische Hip-Hop/Soul-Sängerin und Songwriterin. Sie singt in ihrer englischen Muttersprache, häufig auch in Igbo und in Nigerianischem Pidgin.

## Leben
Nneka ist die Tochter eines Nigerianers und einer Deutschen. Sie ist in der nigerianischen Stadt Warri aufgewachsen und siedelte im Alter von 18 Jahren nach Deutschland über, wo sie zunächst in einer Wohngruppe eines Kinderheimes in Hamburg-Altona lebte. Ihre ersten Auftritte hatte Nneka mit dem Schul- und Kirchenchor.
Seit 2003 arbeitete sie mit DJ Farhot in Hamburg zusammen. Ihren Durchbruch hatte sie im Juni 2004, als sie ohne eigene Veröffentlichungen im Vorprogramm des Dancehall-Interpreten Sean Paul im Hamburger Stadtpark auftrat.
Nachdem die Produktion ihrer Debüt-EP The Uncomfortable Truth mit dem Musiklabel Yo Mama abgeschlossen war, war Nneka ab Ende April 2005 im Vorprogramm von Patrice Bart-Williams bei 17 Konzerten in Deutschland, Österreich und der Schweiz zu sehen. Im September desselben Jahres erschien ihr Debütalbum Victim of Truth, gefolgt von einer ersten eigenen Deutschland-Tour sowie Supportkonzerten für Seeed im Frühjahr 2006 und einer weiteren eigenen Tour.
Das Album wurde auch in Frankreich, den Niederlanden, in Großbritannien und Japan veröffentlicht. Es folgten Shows in Paris (Maroquinerie, New Morning), in Utrecht (Tivoli), Amsterdam (Paradiso) und London (ULU). Weiterhin trat Nneka auf Festivals in Haarlem (BevrijdingsPop), Den Haag (Park Pop), Saint-Brieuc (Art Rock Festival) und dem Chiemsee Reggae Summer auf.
Im Jahr 2006 nannte die Sunday Times das Album „the year’s most criminally overlooked album“.
Mit ihrem Album No Longer at Ease und der Single Heartbeat erreichte Nneka 2008 in Großbritannien, Frankreich, Deutschland, Österreich und in der Schweiz große Popularität. Das Album trägt den gleichen Titel wie ein Roman des nigerianischen Schriftstellers Chinua Achebe. Die Songs darauf erzählen wie der Roman von den Verhältnissen im nigerianischen Bundesstaat Delta und prangern die Korruption an. Politische und individuelle Erfahrungen verschmelzen zu einem „winning mix of soul, hip-hop and reggae“.
Zusammen mit dem deutschen Rapper Curse nahm sie den Track Baby auf.
2009 wurde die Box To and Fro herausgegeben. Sie beinhaltet die Alben Victim of Truth und No Longer at Ease sowie eine dritte CD mit verschiedenen Tracks wie Live-Versionen und Demos älterer Songs sowie den Videos aller veröffentlichten Singles. Im selben Jahr wurde ihr Musikvideo Heartbeat in drei Kategorien für den Preis Channel O Music Awards des südafrikanischen Musik-TV-Senders Channel O nominiert. Im September 2009 gewann sie den Preis als bester afrikanischer Künstler bei den MOBO Awards.
Während einer USA-Tournee Ende 2009 gab Nneka Konzerte in New York City, Vienna, Boston, Philadelphia, Los Angeles und San Francisco. Zum Auftakt der darauf folgenden Konzertreihe im Winter 2010 war sie mit ihrem Lied Heartbeat zu Gast in der Late Show with David Letterman.
Eine weltweite Gastspiel- und Konzerttätigkeit kennzeichnete die weitere Karriere von Nneka: Sie trat 2010 in Europa, Afrika und Israel auf und spielte auf Festivals in den USA wie Lollapalooza, South by Southwest, „Outside Lands Music and Arts Festival“, Lilith Fair und Newport Folk Festival. Zuvor trat sie im Vorprogramm von The Roots in New York auf und begleitete im selben Jahr Nas und Damian Marley auf deren „Distant-Relatives“-US-Tournee.
Das dritte im Jahre 2011 erschienene Album Soul Is Heavy ist im Vergleich zu den vorherigen Veröffentlichungen am Soul orientiert. Dabei bieten die einzelnen Titel Raum für Querbezüge zu Afropop, Pop, Reggae, Jazz, Hip-Hop bis zu Flamenco und Desert Blues, wodurch eine musikalische Komplexität des Albums als Ganzes erreicht wird. Zwei Titel dieses Albums wurden mit Ms. Dynamite und Black Thought von The Roots aufgenommen.
Der Veröffentlichung folgte eine Tour durch Frankreich, Deutschland, England, Portugal, Spanien, Polen, die Schweiz, Dänemark, Holland, Belgien und erstmals durch Norwegen, Schweden und Slowenien.
Im Frühjahr 2012 spielte Nneka auf Einladung des Goethe-Instituts in Kenia, Tansania, Ruanda und Uganda. Im Sommer trat sie auf Musikfestivals auf, darunter dem Hurricane Festival, dem Southside Festival, dem Rock Werchter in Belgien, dem „The V Festival“ in Großbritannien und dem „Way Out West“ in Schweden. Ebenfalls 2012 absolvierte sie zwei Tourneen durch die USA und Kanada mit insgesamt 30 Shows. In diesem Jahr gab sie zum ersten Mal auch Konzerte in Bulgarien, Griechenland und Russland.
Zum Abschluss der Saison in Europa trat Nneka in der Pariser Olympia-Hall auf.
Im März 2013 spielte sie vor 1200 Zuschauern im Apollo Theater in New York im Rahmen des Festivals für moderne afrikanische Musik „Africa Now!“. Auf dem im Mai 2013 erschienenen Album False Idols von Tricky singt sie den Song Nothing Matters. 2015 gehörte sie zu den Gründungsmitgliedern von Les Amazones d’Afrique.

## Musikstil
Obwohl Nneka mehr singt als rappt, bezieht sie musikalische Einflüsse aus dem Hip-Hop mit Anleihen aus Dub, Soul, Reggae und Afrobeat. Sie sagt: „Für meine Musik gibt es keine Schublade. Ich mache, was ich will.“ Ihre Texte handeln von ihrem Leben in Deutschland und ihrer Kindheit in Nigeria. Zu ihren musikalischen Vorbildern zählt sie sowohl die Künstler Fela Kuti und Bob Marley als auch moderne Rapper wie Mos Def, Talib Kweli, Mobb Deep und Lauryn Hill. Inspiriert von der Spiritualität der Reggaemusik behandeln viele ihrer Texte religiöse Wertvorstellungen. Moral und die Bedeutung der Familie sind immer wiederkehrende Themen ihrer Stücke.

## Diskografie

### Alben
- 2005: Victim of Truth
- 2008: No Longer at Ease
- 2009: To and Fro (3-CD-Box-Set)
- 2010: Concrete Jungle
- 2011: Soul Is Heavy
- 2015: My Fairy Tales
- 2022: Love Supreme

### EPs
- 2005: The Uncomfortable Truth

### Singles
- 2005: The Uncomfortable Truth
- 2006: Beautiful
- 2006: God of Mercy
- 2007: Africans
- 2008: Heartbeat
- 2008: Walking
- 2009: Kangpe
- 2010: Viva Africa (FIFA 2010 World Cup Album)
- 2011: Soul Is Heavy
- 2011: My Home
- 2012: Shining Star
- 2014: One Mistake (Maskoe feat. Nneka)